# Aaron Burckhard
 (mars 2012).
Si vous disposez d'ouvrages ou d'articles de référence ou si vous connaissez des sites web de qualité traitant du thème abordé ici, merci de compléter l'article en donnant les références utiles à sa vérifiabilité et en les liant à la section « Notes et références ».
Aaron Burckhard, né le 14 novembre 1963, est un musicien américain.

## Biographie
Aaron Burckhard fut le premier batteur engagé par Kurt Cobain et Krist Novoselic pour leur groupe qui devint vite Nirvana. Burckhard fut le batteur du groupe jusqu'en décembre 1987. Il n'en faisait plus partie au moment où le groupe enregistre leur première démo au Reciprocal Recordings (en) à Seattle le 23 janvier 1988, remplacé par Dale Crover, le batteur des Melvins.